# Audun Rusten
Audun Rusten (ur. 11 czerwca 1894 w Bergen, zm. 14 grudnia 1957 w Berlinie) – norweski pływak z początków XX wieku, uczestnik igrzysk olimpijskich.
Jako siedemnastolatek wystartował na V Letnich Igrzysk Olimpijskich w Sztokholmie, gdzie wystartował na dystansie 200 metrów stylem klasycznym. W piątym wyścigu eliminacyjnym rywalami Norwega byli: rekordzista świata Belg Félicien Courbet, brązowy medalista z Londynu Szwed Pontus Hanson oraz Brytyjczyk George Innocent. Rusten zakończył wyścig z czasem 3:39,8, z którym zajął ostatnie, czwarte miejsce. Ostatecznie jednak został zdyskwalifikowany.
Rusten reprezentował barwy klubu BSC 1908 z Bergen.